# Krepelschrofen
Der Krepelschrofen (auch Krepelschroffen genannt) ist ein 1160 m ü. NHN hoher Berg im Estergebirge, das zu den Bayerischen Voralpen gehört.

## Topographie
Der Vorgipfel des Schafkopfes (1305 m ü. NHN) liegt nordwestlich des Ortszentrums der Gemeinde Wallgau. Als Aussichtsberg bietet der Krepelschrofen in östlicher Richtung einen Ausblick auf das Obere Isartal. Südöstlich eröffnet sich das Panorama des Karwendel und südwestlich des Wettersteingebirges.
Der Gipfel ist als eher einfache einstündige Bergwanderung von Wallgau aus über einen Serpentinenweg zu erreichen, auf dem etwa 250 Höhenmeter überwunden werden müssen. Der Wanderweg zur Gipfelkuppe und zur Maxhütte auf der Südseite des gegenüberliegenden Fahrenberges wurde im Mai 2013 als Magdalena-Neuner-Panoramaweg offiziell eröffnet, benannt nach der ehemaligen Biathletin und Ehrenbürgerin ihres Heimatortes. Am Wegesrand befinden sich insgesamt 28 Schautafeln mit Stationen aus ihrem Leben.
Auf dem grasigen Gipfel entstand 2018 eine überwiegend mit Spendengeldern errichtete Schutzhütte aus Lärchenholz als Ersatz für einen zwei Jahre zuvor bei einem Waldbrand zerstörten Unterstand.

## Historische Skisprungschanze
Ein halbes Jahr nach der Gründung des Skiclubs Wallgau im Dezember 1950 wurde mit dem Bau einer eigenen Skisprungschanze begonnen. Die Eröffnung der Krepelschroffenschanze erfolgte am 23. Dezember 1951. Später war Wallgau Austragungsort der Winterspiele der bayerischen Skijugend (1958) und der Werdenfelser Nordischen Jugendspiele (1966). Während der Kampfrichterturm der großen Schanze aufgrund von Einsturzgefahr im Sommer 1975 abgetragen werden musste, wurde die kleinere Jugendschanze noch bis Anfang der 1990er-Jahre genutzt.
Die große Schanze mit einem K-Punkt von 44 Metern befand sich ungefähr 200 Meter westlich der Kreuzung Walchenseestraße/Risser Straße oberhalb des heutigen unterirdisch verlaufenden Obernachkanals.